# Kulspruta m/36

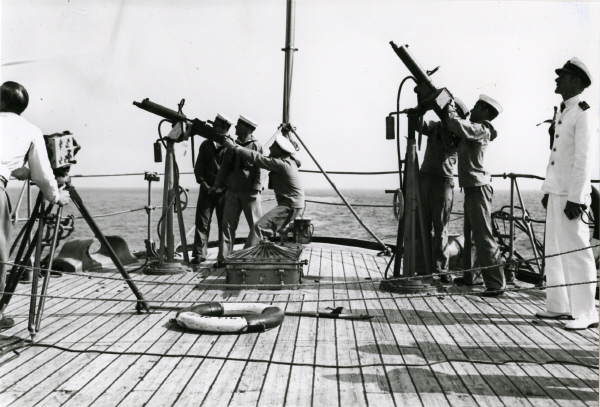
8 mm luftvärnskulspruta M/36 på pansarskeppet HMS Drottning Victoria

Kulspruta m/36 (Ksp m/36) är en vattenkyld kulspruta av Brownings konstruktion. Den överensstämmer i stort med den amerikanska Browning M1917. Ksp m/36 överensstämmer till funktionen både med de luftkylda Ksp m/39 och Ksp m/42.
Ksp m/36 var en förbättrad variant av kulspruta m/14-29, som 1929 antagits vid marinen och i försvarets pansarbilar. Denna var i sin tur var en förbättring av amerikanska Browning M1917 A1. Den kom att ersätta kulspruta m/14, och var namnet till trots ingen vidareutveckling av denna men använde samma lavett som föregångaren. Ksp m/36 hade bland annat försetts med en fjädrad pjäsvagga och riktmedel för indirekt eld.
Ksp m/36 användes främst som understödsvapen till infanteriet, i kaliber 6,5 × 55 mm och placerad i en vanlig trebenslavett. Den fanns även både i enkelt och dubbelt utförande som luftvärnskulspruta, i kaliber 8 mm patron m/32 placerad på ett luftvärnsstativ eller monterad på taket av ett fordon. Men den förekom även som fast beväpning i en del stridsvagnar.
Under mitten av 1970-talet byttes piporna ut så att man kunde använda samma ammunition som till Ak 4 och Ksp 58, nämligen kaliber 7,62 × 51 mm NATO.
Ksp m/36 avskaffades i det svenska försvaret under 1990-talet.